# Panorpa tritaenia
Panorpa tritaenia is een insect uit de orde van de schorpioenvliegen (Mecoptera), familie van de schorpioenvliegen (Panorpidae). De wetenschappelijke naam van de soort is voor het eerst geldig gepubliceerd door Chou & Li in 1987.
De soort komt voor in China.